# 樹脂大戟
樹脂大戟，也稱白角麒麟，是一種原產於摩洛哥的大戟屬植物，它生長在阿特拉斯山脈的山坡上。這種植物的干乳汁曾用於古代醫學。其含有樹脂毒素，這是一種非常有效的辣椒素類似物，自1997年以來一直作為鎮痛劑進行測試。

## 生长
樹脂大戟是一種灌木，可長到約61（24英寸）高，形成寬達2（6英尺7英寸）的多莖墊狀叢。莖直立、多肉、表面像仙人掌、四角，角上有短而尖的一對6（0.24英寸）刺，在莖上間隔約1（0.39英寸）。

## 地域分佈
樹脂大戟是一種原產於摩洛哥的大戟屬植物，它生長在阿特拉斯山脈的山坡上。它類似於其近親大正麒麟（Euphorbia echinus），後者出現在摩洛哥海岸和加那利群島上。

## 化學成分
樹脂大戟含有一种乳白色液体或乳汁，乾燥後被稱為大戟脂。其含有高浓度的樹脂毒素，这是辣椒素的类似物，是在辣椒中发现的主要香兰素类化合物。它可以与初级感觉神经元上的一种香兰素受体相互作用，介导疼痛（痛觉）和神经性炎症。疼痛感应的阳离子通道是TRPV1。樹脂毒素已被用作开发一类新型镇痛剂的起点。在2018年3月发表的美国国立卫生研究院的一项研究中，对局部乳汁针剂的脱敏进行了临床试验，以评估其缓解神经病理性疼痛的潜力，如糖尿病多发性神经病变和带状疱疹后神经痛。在手术切口前数分钟将乳汁针剂皮下注射到大鼠的后爪，可减少手术后疼痛10天。它已被测试用于治疗晚期癌症的疼痛。
1975年，樹脂毒素被分离出来。在此之前，大戟脂至少从罗马皇帝奥古斯都时代的第一个书面记录开始就在使用。